# Галіферс
Галіфе́рс (дав.-гр. Ἁλιθέρσης) — персонаж давньогрецької міфології, син Мастора, ітакійскій птаховіщун.
Коли Телемах, син Одіссея, під час народних зборів Ітаки закликав Зевса в свідки тих нечуваних образ, які йому доводиться терпіти в своєму будинку від женихів своєї матері Пенелопи, високо в небі з'явилися два орла. Вступивши у двобій, вони в кров порвали один одного і швидко зникли з очей здивованого народу. Птаховіщун Галіферс, угледівши в цьому знаменні Зевса відповідний сенс, сповістив усім, хто зібрався, що незабаром повернеться ніким не пізнаний Одіссей і жорстоко покарає тих, хто грабує його будинок і залицяється до його жінки. Коли ж Одіссей таки повернувся і жорстоко розправився з женихами своєї дружини, обурені їхні родичі зібралися на міській площі і стали голосно кричати, як їм поступити, Галіферс виступив на захист Одіссея, нагадавши жителям Ітаки, що вони самі винні, оскільки дозволили женихам бешкетувати в будинку Одіссея. Він порадив підкоритися своєму цареві, щоб не накликати на себе ще більшої біди. 
На честь цього персонажу був названий астероїд — (12974) «Галіферс».